# Història de Melilla

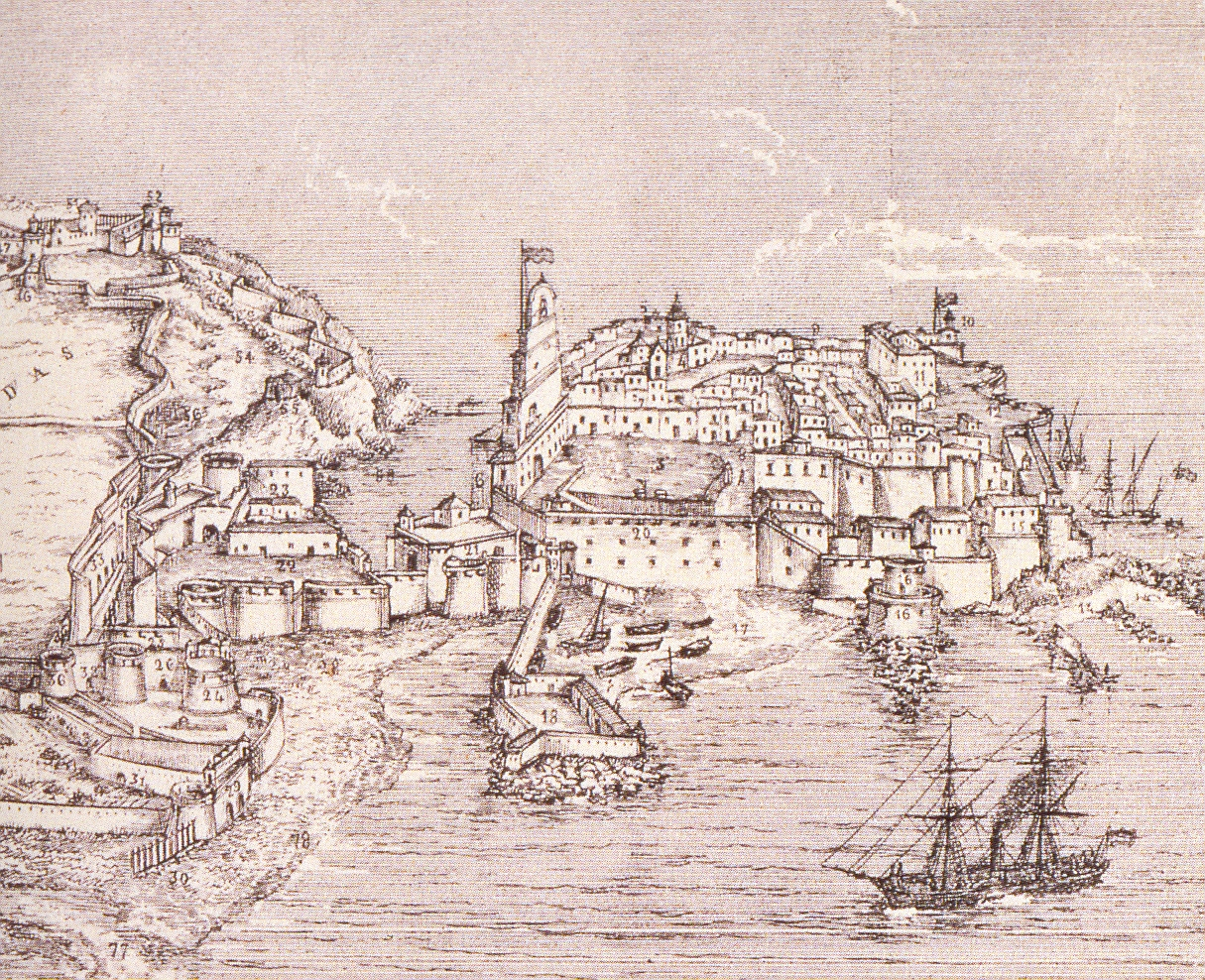
Muralla de Melilla l'any 1849

La història de Melilla es remunta al primer mil·lenni aC, quan els fenicis es van establir en un lloc que anomenen Rusadir, que en púnic significa "cap imponent". Aquesta ciutat ha tingut un paper estratègic al llarg dels segles gràcies a la seva favorable posició geogràfica a la Mediterrània.
Al segle III aC, Rusadir formava part de l'Imperi Cartaginès . Després de la caiguda de Cartago, la regió va passar sota domini romà l'any 42 aC, passant a formar part de la província romana de Mauritània Tingitana, considerada la Hispania Transfretana. Després de la caiguda de l'Imperi Romà d'Occident, la ciutat va passar sota el control dels visigots, passant així a formar part de la Hispània visigoda.
Al segle VI, l'any 534, l'emperador romà d'Orient Justinià I va conquerir Melilla i la va incorporar a l'Imperi Romà d'Orient. Tanmateix, l'any 615, la ciutat va ser reconquerida pel rei visigot Sisebuto. L'any 700, l'exèrcit musulmà dirigit per Musa ibn Nusayr va conquerir Rusadir, marcant l'inici de l'ocupació islàmica de la regió.
La situació a Melilla es va mantenir relativament estable fins al 1497, quan la ciutat, aleshores abandonada per conflictes amb el sultanat de Fes, va ser conquerida per Pedro de Estopiñán y Virués, en representació del duc de Medina Sidonia i amb el suport dels Reis Catòlics. Aquesta ocupació va marcar l'inici de l'època espanyola a Melilla.
Al segle XVIII, Melilla va ser assetjada pel sultà Muhammad III entre 1774 i 1775. No obstant això, el setge va fracassar gràcies a la resistència de la ciutat, encapçalada pel comandant amb el suport britànic general Juan Sherlock, que va afegir una dimensió internacional a aquest episodi.
Melilla ja era reconeguda com a enclavament espanyol en el tractat de pau de 1767. Altres tractats signats el 1767, 1780 i 1785 esmentaven la ciutat en el context dels acords de pau entre Espanya i altres potències europees i africanes. El territori espanyol de Melilla va quedar delimitat oficialment pel tractat del 14 de novembre de 1863, consolidant així la posició d'Espanya en aquest enclavament estratègic del nord d'Àfrica.

## Edat Antiga
Els primers indicis d'ocupació humana a Melilla es remunten a l'Antiguitat, molt abans que la ciutat fos fortificada sota el domini espanyol. Els descobriments arqueològics suggereixen que la regió va ser habitada pels fenicis i, més tard, pels cartaginesos . Aquests pobles, atrets per la posició estratègica de la ciutat, probablement la van utilitzar com a punt de trànsit comercial i com a lloc de pesca.
A partir del segle I aC, la regió va passar sota domini romà, marcant l'inici d'un període d'integració a l'imperi mediterrani. Melilla, en aquella època, formava part de la província romana de Mauritània Tingitana, un territori que s'estenia per gran part del que avui és el nord del Marroc. Els romans van construir instal·lacions comercials i marítimes, utilitzant la ubicació de la ciutat per controlar les rutes marítimes al Mediterrani.

## Edat Mitjana
L'arribada dels àrabs i berbers l'any 711, després de la conquesta d'Espanya per les forces musulmanes, donà a Melilla un paper estratègic més gran. L'any 777, la regió va passar finalment sota el control del regne dels idríssides, una dinastia berber que va exercir una gran influència en el comerç mediterrani i l'expansió de l'islam al nord d'Àfrica. Melilla esdevingué així un port pròsper, lluitant contra els pirates barbaresques, però també un centre de comerç amb la resta del món mediterrani.
El 1497, durant la Reconquesta espanyola, Melilla va ser capturada per tropes de la corona de Castella sota el comandament del rei Ferran el Catòlic . Aquesta captura va formar part d'una sèrie d'expansions espanyoles per la costa africana. La ciutat es va fortificar i es va convertir en un bastió de defensa contra les incursions externes, especialment les dels pirates otomans i de Barbaria. Va ser l'inici d'una llarga història d'ocupació espanyola que perdurarà fins als nostres dies.

## Edat moderna
L'època moderna de Melilla va començar al segle XVI, quan la ciutat es va convertir en un punt estratègic per als espanyols en la seva lluita contra els pirates barbaresques. Durant aquest període, els espanyols van reforçar les fortificacions de la ciutat, construint muralles i torres que resistirien nombrosos setges i atacs en els segles següents.
Al segle XIX, Melilla es va convertir en una ciutat militar de capital importància. El 1859, durant la guerra hispano-marroquina, l'exèrcit espanyol va capturar la ciutat de Tànger, i Melilla va tornar al control exclusiu d'Espanya. Aquest conflicte va marcar un punt d'inflexió en l'expansió de l'esfera d'influència d'Espanya al nord d'Àfrica. A la dècada de 1860, Melilla es va convertir en un punt clau en la defensa de les colònies espanyoles i va romandre sota administració espanyola malgrat els intents del Marroc de recuperar-la.

### Conflictes del segle XX i guerra del Rif
Les primeres dècades del segle XX van estar marcades per nous conflictes. El 1921, Melilla va participar en la Guerra del Rif, una guerra colonial entre les forces espanyoles i les tribus berbers del Rif, dirigides per Abd el-Krim . Melilla, situada prop del Rif, esdevingué un important objectiu militar per als insurrectes. La batalla d'Annual, que va provocar una derrota espanyola, continua sent un dels episodis més significatius de la història militar de la ciutat.
Durant el segle xx, la qüestió de la sobirania sobre Melilla es va convertir en un punt de tensió amb el Marroc independent. Tot i que Melilla formava part del territori espanyol, el Marroc va contestar constantment aquesta situació, sobretot després de la seva independència el 1956. Espanya, per la seva banda, va mantenir la seva presència al nord d'Àfrica i va reforçar els seus vincles amb la ciutat, dotant-la de nombroses infraestructures.

## Edat contemporània
Melilla, com la seva veïna Ceuta, es va convertir en ciutat autònoma l'any 1995, amb un estatus similar al de les comunitats autònomes d'Espanya. Es beneficia d'una gran autonomia administrativa, però continua sent un tema de debat geopolític per la seva particular posició al continent africà.
La història contemporània de Melilla està marcada pels intercanvis culturals i socials entre les seves diferents comunitats, en particular la població d'origen espanyol, els berbers i els àrabs. La ciutat continua desenvolupant-se, però també continua sent un punt de fricció geopolítica amb el Marroc, que reclama la sobirania sobre les dues ciutats espanyoles, Melilla i Ceuta.